# Morten Versner
Morten Pihl Versner (født 23. juli 1963, død 23. februar 2021), kaldet Rico, var violinist og bassist inden for genrerne punk og postpunk i årene 1979-83. Morten Versner spillede violin i punkbandet Sods (senere Sort Sol) dels live og dels på plade – bl.a. på LP klassikerne Under En Sort Sol (Medley Records 1980) og Dagger & Guitar (Medley Records 1983). Var også medlem af Martin Hall-bandet Ballet Mécanique (aka Identity og Ballet M.) som bassist og violinist, hvor hans violinspil spiller en central, stilskabende og eksperimenterende rolle bl.a. på kult-pladerne The Icecold Waters Of The Egocentric Calculation (CBS 1981, Sony BMG 2006) og For (CBS 1982).
Morten Versner har ved flere kommunalvalg været kandidat for Kærlighedspartiet i Københavns Kommune – i 2001, 2005 og senest ved Kommunalvalget 2009. Han stillede op som "En død hest" til Folketingsvalget 2011, for med humor à la Monty Python at udtrykke en kærlig anarkistisk afstandstagen til det politiske system, og opnåede 10 personlige stemmer . Kun to andre kandidater fik færre stemmer. .
Opstillingen af "En død hest" var en reference til den romerske kejser Caligula, som skulle have sagt, at han kunne finde på at udnævne sin elskede hvide væddeløbshingst Incitatius til konsul for at gøre nar ad sentatet i Rom. Incitatius var i sin marmorstald dækket med fornemt stof, rødt og som en toga.